# 1887

## أحداث
- تأسيس مدينة مشاكوس [الإنجليزية] وتقع حاليا في كينيا.
- تأسيس مدينة بانيس وتقع حاليا في كوبا.
- تأسيس مدينة ميلدورا وتقع حاليا في أستراليا.
- تأسيس مدينة أنابوليس وتقع حاليا في البرازيل.
- تأسيس مدينة بيرا وتقع حاليا في موزمبيق.
- تأسيس مدينة سالو وتقع حاليا في فنلندا.
- 20 يناير: مجلس شيوخ الولايات المتحدة الأمريكية يوافق على تأجير بيرل هاربر للبحرية الأمريكية.

## مواليد
- أدولف جروهمان
- ألفرد جورج النقاش
- ألكسندر آرتشيبنكو
- إبراهيم فهمى المنياوى
- إرفين شرودنغر
- إرنست روم
- إريش فون مانشتاين
- إريك مندلسون
- إغناطيوس أفرام الأول برصوم
- الأمير هيغاشيكوني ناروهيكو
- بادري بيو
- باولا فون بريرادوفيتش
- برنارد مونتغمري
- برنارد هوساي
- بوريس كارلوف
- تتسو كاتاياما
- تشارلز هنري بيزارد
- غاستون فييت
- جورج باتيرسون
- جيمس سومنر
- حاج علي
- خوان غريس
- رشيد سليم الخوري
- رودولف كيناو
- رينيه كاسين
- زيد الحرب
- سام وارنر
- سان جون بيرس
- سرينفاسا رامانوخان إيانغار
- سلامة موسى
- صقر بن زايد آل نهيان
- عبد العزيز الرشيد (الكويت)
- علي الكسار
- عمر بن قدور
- غوستاف هرتس
- غيورغ تراكل
- فخري البارودي
- لو كوربوزييه
- ليو بولد روزيتشكا
- ليونارد بلومفيلد
- مارسال بيروتون
- مارك شاغال
- نسيب عريضة
- نصر بن سعيد
- نوربير إلياس
- نوري السعيد
- هاري فلود بيرد
- هنري موزلي
- هوارد مسون غور
- هيتوشي أشيدا
- ولنغتون كو

### يونيو
- 21 يونيو - محمد عزة دروزة، كاتب ومفكر قومي عربي.

### أغسطس
- 12 أغسطس - إروين شرودينغر.
- خالد سليمان فائق.
- فرج عمارة - عسكري وسياسي عراقي.

## وفيات
- أحمد فارس الشدياق
- أغوستينو دبريتيس
- أوجين بوتييه
- إيما لازاروس
- غوستاف روبرت كيرشوف
- كلود برنار
- محمد شريف باشا
- مولتاتولي
- وليام أيكن ، الابن
- وليام هنري هاريسون روس
- جوستاف فخنر 28 نوفمبر 1887 فيلسوف ألماني
- محمود حمزة